# Synthetic Sin
Pour plus de détails, voir Fiche technique et Distribution.
Synthetic Sin est un film américain réalisé par William A. Seiter et sorti en 1929.

## Synopsis
Contrarier par son mari, qui est producteur de pièce de théâtre, une jeune femme va vivre dans les quartiers mal famés de la ville...

## Fiche technique
- Réalisation : William A. Seiter
- Scénario : 	Thomas J. Geraghty, Tom Reed
- Producteur : John McCormick
- Société de production : First National Pictures
- Photographie : Sidney Hickox
- Montage : Alexander Hall
- Musique : Nathaniel Shilkret
- Durée : 72 minutes (7 bobines)[1]
- Date de sortie : 6 janvier 1929

## Distribution
- Colleen Moore : Betty Fairfax
- Antonio Moreno : Donald Anthony
- Edythe Chapman : Mme. Fairfax
- Kathryn McGuire : Margery Fairfax
- Gertrude Howard : Cassie
- Gertrude Astor : Sheila Kelly
- Ray Turner : Sam
- Montagu Love : Brandy Mulane
- Ben Hendricks Jr. : Frank
- Philip Sleeman : Tony
- Jack Byron : l'homme de main de Tony
- Fred Warren : Joe
- Jay Eaton : un membre du gang de Frank